# Mehdi Ben Dhifallah
Mehdi Ben Dhifallah (sinh ngày 6 tháng 5 năm 1983 ở Kelibia) là một cầu thủ bóng đá người Tunisia. Anh hiện tại thi đấu ở vị trí tiền đạo.

## Sự nghiệp
Ben Dhifallah ghi bàn thắng đầu tiên cho Étoile du Sahel trước Jendouba Sport trong vòng đấu thứ hai của mùa giải 2007-08. Anh cũng thi đấu cho Étoile du Sahel tại CAF Champions League 2007., Ben Dhifallah gia nhập Étoile Sportive du Sahel từ kình địch tại Giải bóng đá hạng nhất quốc gia Tunisia Espérance Sportive de Zarzis vào tháng 6 năm 2007. Vào tháng 2 năm 2010 anh chuyển đến câu lạc bộ tại Giải bóng đá ngoại hạng Libya Nasr.